# Más allá del jardín
Más allá del jardín è un film del 1996 diretto da Pedro Olea.

## Trama
Palmira è un'aristocratica appartenente all'alta società di Siviglia, ormai in decadenza e piena di ipocrisia. Con il passare degli anni, la donna entra in una profonda crisi emotiva.